# Cerebratulides swakopmundi
Cerebratulides swakopmundi är en djurart som tillhör fylumet slemmaskar, och som beskrevs av Stiasny-Wijnhoff 1942. Cerebratulides swakopmundi ingår i släktet Cerebratulides, klassen Anopla, fylumet slemmaskar och riket djur. Inga underarter finns listade i Catalogue of Life.